# Sadar + Vuga
Sadar + Vuga je slovenski arhitekturni biro, ki sta ga leta 1996 ustanovila Jurij Sadar in Boštjan Vuga. Postal je eden najbolj prepoznavnih slovenskih arhitekturnih birojev, katerega dela so bila prikazana na več razstavah in uvrščena v stalne zbirke Arhitekturnega muzeja na TU München in MAO Ljubljana. Med osrednjimi deli so KSEVT, Športni park Stožice, Gospodarska zbornica Slovenije in nadzorni stolp brniškega letališča. O biroju so izšle štiri mednarodne monografske publikacije, posnet pa je bil tudi dokumentarni film SADAR+VUGA XX.